# Unterraumiteration
Die Unterraumiteration dient in der numerischen Mathematik der Approximation von Eigenwerten einer quadratischen Matrix {\displaystyle A\in \mathbb {C} ^{n\times n}} und der dazugehörigen Eigenvektoren. Sie ist eine Verallgemeinerung der einfachen Vektoriteration (Von-Mises-Iteration) und benötigt wie diese die Matrix {\displaystyle A} nur in Form von Matrix-Vektor-Produkten {\displaystyle A\cdot v}, ist also besonders geeignet für dünnbesetzte Matrizen.
Im Unterschied zur Vektoriteration kann man damit aber mehrere Eigenwerte mit den größten Beträgen bestimmen. Tatsächlich lässt sich über die Unterraum-Iteration auch das Standardverfahren zur Berechnung aller Eigenwerte herleiten, der QR-Algorithmus.

## Motivation
Der Artikel Potenzmethode zeigt, dass sich ein genügend allgemeiner Startvektor {\displaystyle u_{0}\in \mathbb {C} ^{n}} bei {\displaystyle k}-facher Anwendung der Matrix wie in {\displaystyle A^{k}u_{0}} langsam in die Richtung eines Eigenvektors {\displaystyle v_{1}} zum betragsgrößten Eigenwert {\displaystyle \lambda _{1}} dreht. Um ein zu großes Anwachsen der Werte zu verhindern, wird der Vektor dabei aber nach jedem Schritt in eine Richtungsinformation und eine Größeninformation aufgespaltet,
{\displaystyle u_{k}\|Au_{k-1}\|:=Au_{k-1}.}
Die Unterraumiteration verallgemeinert dieses Vorgehen, indem man es gleichzeitig auf {\displaystyle m\leq n} (i. d. R. {\displaystyle m\ll n}) Vektoren anwendet. Wenn diese genügend allgemein sind, bilden sie die Basis eines {\displaystyle m}-dimensionalen Untervektorraums, die man in einer Basismatrix {\displaystyle U_{0}\in \mathbb {C} ^{n\times m}} zusammenfassen kann. 
Der Basisschritt im Verfahren ist wieder die Multiplikation mit der Matrix, also {\displaystyle AU_{0},A(AU_{0}),\ldots }. Nach jeder Multiplikation macht man aber wie bei der Potenzmethode wieder eine Aufspaltung in Richtungs- und Größeninformation.
Dabei gibt es verschiedene Möglichkeiten, eine numerisch besonders günstige Version ist die Verwendung von Orthonormalbasen (ONB), wobei dann {\displaystyle U_{0}^{\ast }U_{0}=I_{m}\in \mathbb {R} ^{m\times m}} gilt mit der Einheitsmatrix {\displaystyle I_{m}} und {\displaystyle U_{0}^{\ast }={\bar {U}}_{0}^{T}}. Nach Multiplikation der Basismatrix {\displaystyle U} mit {\displaystyle A} erfolgt die Aufspaltung in Richtungsinformation (ONB) und Größeninformation  mit Hilfe der QR-Zerlegung.

## Ablauf der Unterraumiteration
Das Verfahren startet mit einer orthogonalen Matrix {\displaystyle {\hat {U}}_{0}\in \mathbb {C} ^{n\times m},\ m\leq n,}, d. h. {\displaystyle {\hat {U}}_{0}^{\ast }{\hat {U}}_{0}=I_{m}\in \mathbb {R} ^{m\times m}}.
Im {\displaystyle k}-ten Schritt des Verfahrens berechnet man aus der Matrix {\displaystyle {\hat {U}}_{k-1}\in \mathbb {C} ^{n\times m},\ m\leq n,} die Matrizen {\displaystyle {\hat {U}}_{k},{\hat {R}}_{k}} über eine reduzierte QR-Zerlegung,
{\displaystyle {\hat {U}}_{k}\cdot {\hat {R}}_{k}=A{\hat {U}}_{k-1}.}
Dabei bildet {\displaystyle {\hat {U}}_{k}\in \mathbb {C} ^{n\times m}} eine neue Orthonormalbasis und {\displaystyle {\hat {R}}_{k}\in \mathbb {C} ^{m\times m}} ist eine quadratische obere Dreiecksmatrix.
Das Verfahren konvergiert, wenn bei den Eigenwerten {\displaystyle \lambda _{1},\ldots ,\lambda _{n}} von {\displaystyle A} eine Lücke bei den Beträgen hinter dem {\displaystyle m}-ten Eigenwert auftritt, {\displaystyle |\lambda _{1}|\geq \ldots \geq |\lambda _{m}|>|\lambda _{m+1}|\geq \ldots }. Dann konvergieren die von den Basen aufgespannten Unterräume {\displaystyle V_{k}:={\hat {U}}_{k}\mathbb {C} ^{m}} gegen einen invarianten Unterraum {\displaystyle V} von {\displaystyle A} mit {\displaystyle AV\subseteq V} (vgl. Untervektorraum). Wenn {\displaystyle U\in \mathbb {C} ^{n\times m}} eine Basismatrix von {\displaystyle V} ist, bedeutet das, dass es eine Matrix {\displaystyle S\in \mathbb {C} ^{m\times m}} gibt, so dass {\displaystyle AU=US} gilt. Die {\displaystyle m} Eigenwerte von {\displaystyle S} sind dann genau die {\displaystyle m} betragsgrößten Eigenwerte {\displaystyle \lambda _{1},\ldots ,\lambda _{m}} von oben. Bei der Unterraumiteration bekommt man die Grenzmatrix {\displaystyle S} einfach als Grenzwert der Matrizen {\displaystyle S_{k}:={\hat {U}}_{k}^{\ast }(A{\hat {U}}_{k})}, wobei {\displaystyle A{\hat {U}}_{k}} im Verfahren sowieso berechnet wird. Die Eigenwerte von {\displaystyle S_{k}} sind daher natürlich auch für endliches {\displaystyle k} Approximationen der betragsgrößten Eigenwerte.

## Querverbindung zum LR- und QR-Algorithmus
Obwohl der eigentliche Einsatzbereich der Unterraumiteration die Berechnung weniger Eigenwerte ({\displaystyle m\ll n}) dünnbesetzter Matrizen ist, kann man das Verfahren auch für die volle Dimension {\displaystyle m=n} betrachten. Die reduzierte QR-Zerlegung {\displaystyle {\hat {U}}_{k}\cdot {\hat {R}}_{k}=A{\hat {U}}_{k-1}.} stimmt dann mit der vollständigen QR-Zerlegung {\displaystyle U_{k}\cdot R_{k}=AU_{k-1}} überein, wo alle Matrizen quadratische {\displaystyle n\times n}-Gestalt haben. Insbesondere sind die Matrizen {\displaystyle U_{k}} unitär, {\displaystyle U_{k}^{\ast }=U_{k}^{-1}}. Entscheidend sind wieder die Matrizen {\displaystyle S_{k}:=U_{k}^{\ast }AU_{k}}, denn sie enthalten die Eigenwert-Information.
Überlegt man sich nun, wie {\displaystyle S_{k}} aus {\displaystyle S_{k-1}} hervorgeht, bekommt man aus der Unterraumiteration die Gleichung
{\displaystyle S_{k}=U_{k}^{\ast }AU_{k}=(U_{k}^{\ast }AU_{k-1})U_{k-1}^{\ast }U_{k}=R_{k}(U_{k-1}^{\ast }U_{k}).}
Auch das eingeklammerte Produkt {\displaystyle Q_{k}:=U_{k-1}^{\ast }U_{k}} ist wieder unitär. Es gilt aber auch direkt
{\displaystyle S_{k-1}=U_{k-1}^{\ast }(AU_{k-1})=(U_{k-1}^{\ast }U_{k})R_{k}=Q_{k}R_{k}.}
Das bedeutet aber, dass man {\displaystyle S_{k}=R_{k}Q_{k}} ohne Rückgriff auf die Originalmatrix {\displaystyle A} direkt aus der QR-Zerlegung von {\displaystyle S_{k-1}=Q_{k}R_{k}} berechnen kann. Dies beschreibt genau die einfachste Variante des QR-Algorithmus.
Der Zusammenhang mit dem älteren LR-Algorithmus ist analog, dort werden statt der unitären Transformationen untere Dreiecksmatrizen aus LR-Zerlegungen verwendet.